# 113394 Niebur
113394 Niebur este un asteroid din centura principală de asteroizi.

## Descriere
113394 Niebur este un asteroid din centura principală de asteroizi. A fost descoperit pe 26 septembrie 2002 la Observatorul Palomar în cadrul programului NEAT. Asteroidul prezintă o orbită caracterizată de o semiaxă mare de 2,77 ua, o excentricitate de 0,07 și o înclinație de 1,3° în raport cu ecliptica.